# Allen Heath
Allen Heath (ur. 3 stycznia 1918 w Saskatoon, zm. 6 marca 1981 w Northridge) – kanadyjski kierowca wyścigowy, odnoszący szczególne sukcesy samochodami typu midget.

## Życiorys
Urodził się w 1918 roku w Kanadzie, jednakże w 1922 roku jego rodzice przeprowadzili się do Seattle w Stanach Zjednoczonych. Tam uczęszczał do North Queen Anne School, a także pomagał ojcu Fredowi w warsztacie wyścigowym. Dzięki temu poznał kierowcę midgetów Swede Lindskoga, który zabrał następnie Heatha na wyścigi na torze Silver Lake Speedway.
W 1938 roku Heath rozpoczął ściganie się midgetami. Mimo faktu, iż początkowo popełniał błędy owocujące wypadkami, do 1942 roku wygrał ponad czterdzieści wyścigów. Następnie wcielił się do 101 Dywizji jako spadochroniarz. Jednakże z powodu problemów z kostką został przeniesiony później do 12. Armii Powietrznej, gdzie służył we Włoszech i północnej Afryce. Tuż po wojnie kontynuował ściganie się midgetami, wygrywając w 1946 roku 31 wyścigów Kurtisem Kraftem V8-60 oraz zdobywając tytuł stanu Waszyngton. Osiągnięcie to Heath powtórzył rok później z 50 zwycięstwami. W 1947 roku zadebiutował ponadto samochodem typu sprint car w Portland. Po kontakcie z Zeke Zieglerem Heath miał jednak wypadek, na skutek którego trafił na kilka dni do szpitala.
Od 1948 roku ścigał się pod egidą URA, rywalizując między innymi z Billem Vukovichem. W 1950 roku zdobył tytuł URA. W latach 1952–1953 wystartował w czterech wyścigach mistrzostw AAA, zajmując drugie miejsce w Detroit. W tym samym okresie podjął nieudaną próbę zakwalifikowania się do wyścigu Indianapolis 500.
W drugiej połowie 1953 roku na Illiana Speedway Heat miał poważny wypadek. Po kolizji z Fredem Tomschem złamał nogi, lewą rękę i ramię. Z powodu komplikacji lekarz postanowił o amputacji jego ręki. Mimo to niecały rok później Heath wygrał wyścig w San Bernardino na dystansie stu okrążeń, używając protezy w postaci stalowego, dwuczęściowego haka. W 1957 roku był szósty w klasyfikacji ogólnej CRA midgetów. Rok później wygrał 500-milowy wyścig midgetów organizowany przez URA, a w mistrzostwach CRA był ósmy. W sezonie 1960 wygrał sześć wyścigów i zajął czwarte miejsce w klasyfikacji, natomiast rok później zwyciężył w sześciu zawodach CRA, kończąc sezon na trzeciej pozycji. W roku 1962 wygrał zawody na torze Manzanita Speedway i był piąty na koniec sezonu. W sezonie 1963 był trzeci z czterema zwycięstwami. W roku 1964 zdobył ostatnie zwycięstwo w CRA, na torze Ascot Park.
W latach 1963–1965 uczestniczył również w mistrzostwach midgetów USAC, zdobywając punkty.
Był szeroko zaangażowany w akcje charytatywne oraz działalność na rzecz osób niepełnosprawnych. Zmarł na zawał serca w 1981 roku w wieku 63 lat.

## Życie prywatne
Od 1922 roku mieszkał w Seattle, natomiast w 1947 roku przeprowadził się do Northridge. W tym samym roku ożenił się z Gladys. Miał pasierba Gila oraz pasierbicę Glendę.

## Upamiętnienie
W 1975 roku został wcielony do Golden Wheels Hall of Fame. W roku 1991 natomiast został wpisany do AAA/USAC Midget Auto Racing Hall of Fame.

## Wyniki w Formule 1
| Legenda oznaczeń w tabelach wyników Wyświetl szablon na nowej stronie | Legenda oznaczeń w tabelach wyników Wyświetl szablon na nowej stronie                                                                     |
| Oznaczenie                                                            | Wyjaśnienie |
| --------------------------------------------------------------------- | --- |
| Złoty                                                                 | Zwycięzca lub mistrzostwo |
| Srebrny                                                               | 2. miejsce lub wicemistrzostwo |
| Brązowy                                                               | 3. miejsce lub II wicemistrzostwo |
| Zielony                                                               | Ukończył, punktował (w klasyfikacji generalnej, gdy zdobył co najmniej jeden punkt na przestrzeni sezonu, poza trzema powyższymi opcjami) |
| Niebieski                                                             | Ukończył, nie punktował (w klasyfikacji generalnej, gdy nie zdobył co najmniej jednego punktu na przestrzeni sezonu)                      |
| Czerwony                                                              | Nie zakwalifikował się (NZ) |
| Czerwony                                                              | Nie prekwalifikował się (NPK) |
| Różowy                                                                | Nie ukończył (NU) |
| Różowy                                                                | Niesklasyfikowany (NS) (w klasyfikacji generalnej, gdy nie został sklasyfikowany w żadnym wyścigu sezonu)                                 |
| Czarny                                                                | Zdyskwalifikowany (DK) |
| Czarny                                                                | Wykluczony (WYK/EX) |
| Biały                                                                 | Nie wystartował (NW) |
| Biały                                                                 | Kontuzjowany (K/INJ) |
| Biały                                                                 | Wyścig odwołany (OD/C) |
| Bez koloru                                                            | Został wycofany (WYC/WD) |
| Bez koloru                                                            | Nie przybył (NP/DNA) |
| Bez koloru                                                            | Nie brał udziału w treningach (NT/DNP) |
| Bez koloru                                                            | Nie został zgłoszony (–) |
| Pogrubienie                                                           | Start z pole position |
| Kursywa                                                               | Najszybsze okrążenie wyścigu |
| †                                                                     | Nie ukończył, ale jego rezultat został zaliczony ze względu na przejechanie więcej niż 90% dystansu wyścigu.                              |
| *                                                                     | Sezon w trakcie |
| 1/2/3                                                                 | Punktowana pozycja w sprincie kwalifikacyjnym                                                                                             |
| Lista systemów punktacji Formuły 1                                    | |

W latach 1950–1960 wyścig Indianapolis 500 był eliminacją Mistrzostw Świata Formuły 1.
| Rok  | Zespół                   | Samochód            | Silnik         | Wyniki w poszczególnych eliminacjach | Wyniki w poszczególnych eliminacjach | Wyniki w poszczególnych eliminacjach | Wyniki w poszczególnych eliminacjach | Wyniki w poszczególnych eliminacjach | Wyniki w poszczególnych eliminacjach | Wyniki w poszczególnych eliminacjach | Wyniki w poszczególnych eliminacjach | Wyniki w poszczególnych eliminacjach | Pkt. | Msc. |
| ---- | ------------------------ | ------------------- | -------------- | ------------------------------------ | ------------------------------------ | ------------------------------------ | ------------------------------------ | ------------------------------------ | ------------------------------------ | ------------------------------------ | ------------------------------------ | ------------------------------------ | ---- | ---- |
| 1952 |                          |                     |                | Szwajcaria                           | Stany Zjednoczone                    | Belgia                               | Francja                              | Wielka Brytania                      |                                      | Holandia                             | Włochy                               |                                      | 0    | NS   |
| 1952 | Engle-Stanko             | Kurtis Kraft 4000   | Offenhauser R4 | -                                    | NZ                                   | -                                    | -                                    | -                                    | -                                    | -                                    | -                                    |                                      | 0    | NS   |
| 1952 | J.C. Agajanian           | Kuzma Indy Roadster | Studebaker V8  | -                                    | NZ                                   | -                                    | -                                    | -                                    | -                                    | -                                    | -                                    |                                      | 0    | NS   |
| 1953 |                          |                     |                | Argentyna                            | Stany Zjednoczone                    | Holandia                             | Belgia                               | Francja                              | Wielka Brytania                      |                                      | Szwajcaria                           | Włochy                               | 0    | NS   |
| 1953 | Commercial Motor Freight | Ewing D             | Offenhauser R4 | -                                    | NZ                                   | -                                    | -                                    | -                                    | -                                    | -                                    | -                                    | -                                    | 0    | NS   |